# Katedrála svaté Hedviky Slezské
Katedrála svaté Hedviky (německy Sankt-Hedwigs-Kathedrale) je hlavní a největší římskokatolická katedrála v Berlíně, katedrála berlínské římskokatolické arcidiecéze, od roku 1927 nese titul Basilica minor.

## Dějiny
Současná katedrála byla postavena v letech 1747 až 1773 v klasicistním stylu. Velmi se podobá Pantheonu v Římě.[zdroj?] Vybudována byla jako první římskokatolický chrám po období reformace, kdy se obyvatelstvo východní části Německa přiklonilo k protestantismu. Když pruský král Fridrich II. Veliký porazil císařovnu Marii Terezii a získal hospodářsky vyspělé Slezsko, najednou se v převážně protestantském království našla silná komunita římskokatolických věřících. Ti nezůstali pouze ve Slezsku, ale stěhovali se do dalších větších měst německého císařství, včetně Berlína. Fridrich II. se proto rozhodl vybudovat důstojný chrám pro stále se zvyšující počet římských katolíků v Berlíně. Po trojím dělení Polska se v Prusku ocitla i další silná komunita římských katolíků z připojených území Polska. Katedrála se tak stala hlavním římskokatolickým svatostánkem berlínských katolíků.
Roku 1943 katedrála vyhořela; obnovena byla v letech 1952–1963.